# Надежда (емоция)
Вижте пояснителната страница за други значения на Надежда.
Надежда е положителна емоция на очакването на положителни, позитивни резултати, добро развитие (на нещата), удовлетворение на търсения и потребности. Тя е философска, религиозна и културна концепция, свързана с осмислянето на състоянието на човека, изпитващ тази емоция.
В областта на психологията надеждата се различава от подходите за позитивното мислене, които се отнасят до терапевтичния или систематичен процес, използван в психологията за преодоляване на песимизма и песимистичните склонности или нагласи. Надеждата често е резултат от положителна случка, след което човек започва да мисли позитивно.
При много хора надеждата е състояние на щастие и вяра в религиозни същества като Христос, Буда и други религиозни вярвания.